# Boisné-La Tude
Boisné-La Tude község Franciaország Új-Aquitania régiójában, Charente megyében. Új községként 2016. január 1-jén jött létre három korábbi község: Charmant, Chavenat és Juillaguet egyesítésével. Lakosainak száma 661 fő (2022. január 1.).

## Népesség
| Lakosok száma | 693  | 679  | 673  | 667  | 661  | 661  |
|               | 2017 | 2018 | 2019 | 2020 | 2021 | 2022 |